# Joachim Veyhelmann

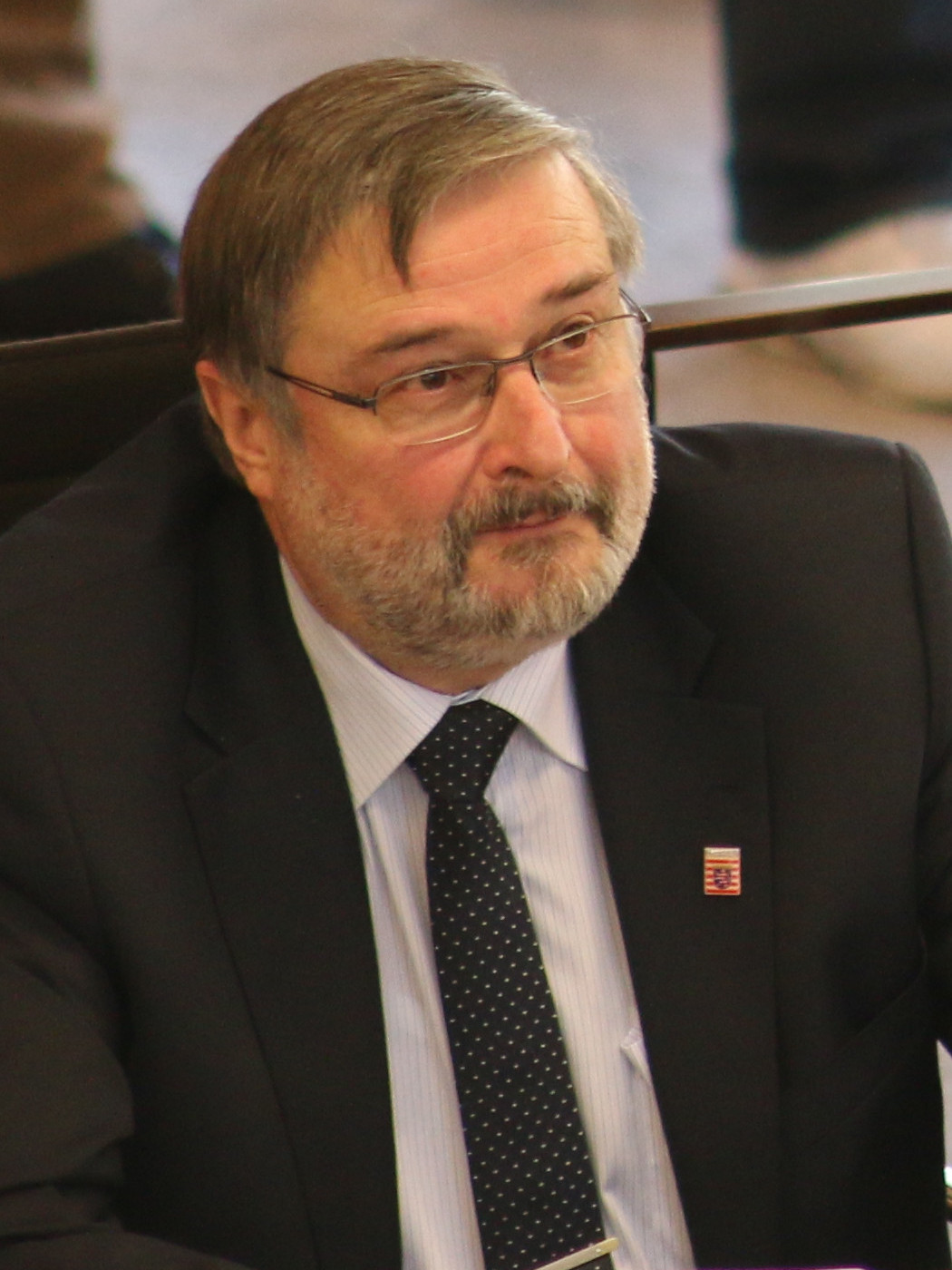
Joachim Veyhelmann bei der konstituierenden Sitzung des Hessischen Landtags 2014

Joachim Veyhelmann (* 17. Juni 1953 in Heilbronn-Böckingen) ist ein deutscher Politiker (CDU). Er war von Januar 2014 bis November 2022 Abgeordneter des Hessischen Landtags.

## Ausbildung und Beruf
Nach dem Abitur im Jahr 1973 in Bad Dürkheim war Joachim Veyhelmann von 1973 bis 1977 Zeitsoldat bei der Bundeswehr. 1980 legte er den Abschluss als Diplom-Verwaltungswirt bei der Bundeswehrverwaltung ab und war 1980 bis 2001 in verschiedenen Stationen bei der Wehrverwaltung in Wiesbaden tätig. In den Jahren 2001 bis 2006 war er persönlicher Referent des Hessischen Ministers der Finanzen Karlheinz Weimar und 2006 bis 2013 Referent im Hessischen Ministerium der Finanzen.
Joachim Veyhelmann ist verheiratet und hat eine Tochter.

## Politik
Seit 1975 ist Joachim Veyhelmann Mitglied der CDU und dort seit 1985 Mitglied des CDU-Gemeindeverbandsvorstandes Hünfelden und 1985 bis 2011 Vorsitzender der CDU Hünfelden-Dauborn. 2000 bis 2002 war er stellvertretender CDU-Kreisvorsitzender.
1985 bis 1989 war er Gemeindevertreter im Gemeindeparlament Hünfelden, wo er Mitglied des Bauausschusses war. Von 1989 bis heute gehört er dem Kreistag Limburg-Weilburg an. Im Kreistag ist er seit 10/2001 Vorsitzender der CDU-Kreistagsfraktion und seit 1993 Vorsitzender des Schulausschusses. Am 22. April 2016 wurde er in der konstituierenden Sitzung des Kreistages Limburg-Weilburg nach der Kommunalwahl zu dessen Vorsitzendem gewählt.
Bei der Landtagswahl 2013 gewann Joachim Veyhelmann mit 51,2 % der Erststimmen den Wahlkreis Limburg-Weilburg I und zog somit in den Hessischen Landtag ein.
Bei der Landtagswahl 2018 konnte Veyhelmann sein Mandat erfolgreich verteidigen und gehörte damit weiterhin dem Hessischen Landtag an. Mit Ablauf des 30. November 2022 legte er sein Landtagsmandat nieder; sein Ersatzkandidat Christian Wendel rückte in den Landtag nach.